# واتانابه کازان
واتانابه کازان ((به ژاپنی: 渡辺 崋山 Watanabe Kazan); ۲۰ اکتبر ۱۷۹۳ – ۲۳ نوامبر ۱۸۴۱) نقاش، و نویسنده اهل ژاپن بود.